# Josef Lukas (Rechtswissenschaftler)
Josef Lukas (* 3. August 1875 in Graz; † 23. November 1929) war ein österreichischer Staatsrechtslehrer.
Lukas studierte Rechtswissenschaft, habilitierte sich 1902 und war danach als Privatdozent an der Universität Graz tätig. 1904 wurde er zum außerordentlichen Professor an der Universität Czernowitz und 1909 an der Universität Königsberg ernannt. 1910 erfolgte ein Ruf auf eine ordentliche Professur an der Universität Münster.
Lukas war Gründungsmitglied der Vereinigung der deutschen Staatsrechtslehrer. Seine Forschungsschwerpunkte waren Staatsrecht, Völkerrecht und internationales Recht.
Sein Vater war der Pädagoge Josef Lukas, sein Bruder war der Wirtschaftswissenschaftler Eduard Lukas. 

## Veröffentlichungen
- Die rechtliche Stellung des Parlamentes in der Gesetzgebung Österreichs und der constitutionellen Monarchien des Deutschen Reiches. Eine Kritik der herrschenden Lehre. Leuschner & Lubensky, Graz 1901.
- Über die Gesetzes-Publikation in Österreich und dem Deutschen Reiche, Leuschner & Lubensky, Graz 1903.
- Die organisatorischen Grundgedanken der neuen Reichsverfassung, Mohr, Tübingen 1920.
- Deutschland und die Idee des Völkerbundes, Obertüschen, Münster 1921.
- Bundesstaatliche und gliedstaatliche Rechtsordnung. In: Veröffentlichungen der Vereinigung der deutschen Staatsrechtslehrer 6 (1929), S. 25–56.